# Gustaf Améen
Carl Gustaf Améen, född 19 mars 1864 i Lovö i Uppland, död 11 november 1949 i Lidingö, var en svensk arkitekt. Han var far till Gunnar Améen och Åke Améen.

## Biografi

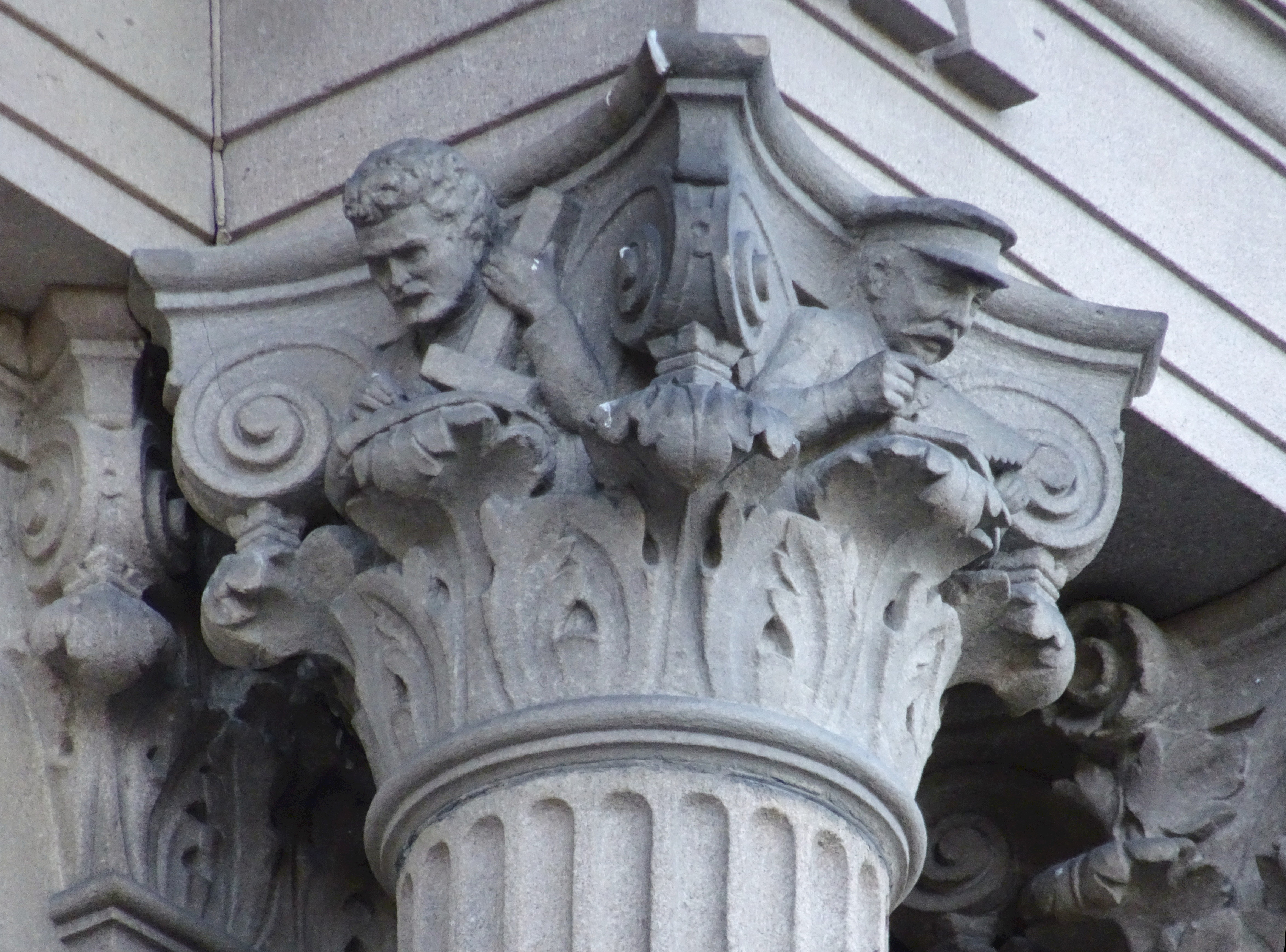
Gustaf Améen (till vänster med linjal) som skulptur på Nordiska museet.

Améen studerade bland annat vid Kungliga Tekniska högskolan 1883–1887 och vid Konstakademien 1887–1890. Han företog ett flertal studieresor till utlandet åren 1894–1896. Åren 1890–1907 arbetade han tillsammans med Isak Gustaf Clason, bland annat med Nordiska museet, samtidigt som han från 1902 arbetade på Överintendentsämbetet. Utöver detta arbetade han 1907–1918 på Stockholms stadsbyggnadskontor och på fastighetskontorets husbyggnadsavdelning 1920–1929. Åren 1912–1922 var han slottsarkitekt på Drottningholms slott.
Améen är mest känd för de byggnader som han ritade på Skansen i Stockholm (däribland Hazeliusporten) och Terrasstrapporna vid Kärnan i Helsingborg (1901). Bland hans övriga verk märks Gustavsbergs kyrka (1904–1906), Örnsköldsviks kyrka (1905), Landsarkivet i Göteborg (1911), vattenreservoaren i Vanadislunden i Stockholm (1913–1918) och gamla Folkskoleseminariet i Lund 1919..
Han gestaltade även föreningsmärket för Svenska Kryssarklubben samt för Sveriges allmänna idrottsförbund.
Gustaf Améen är begravd på Lidingö kyrkogård.

## Bildgalleri

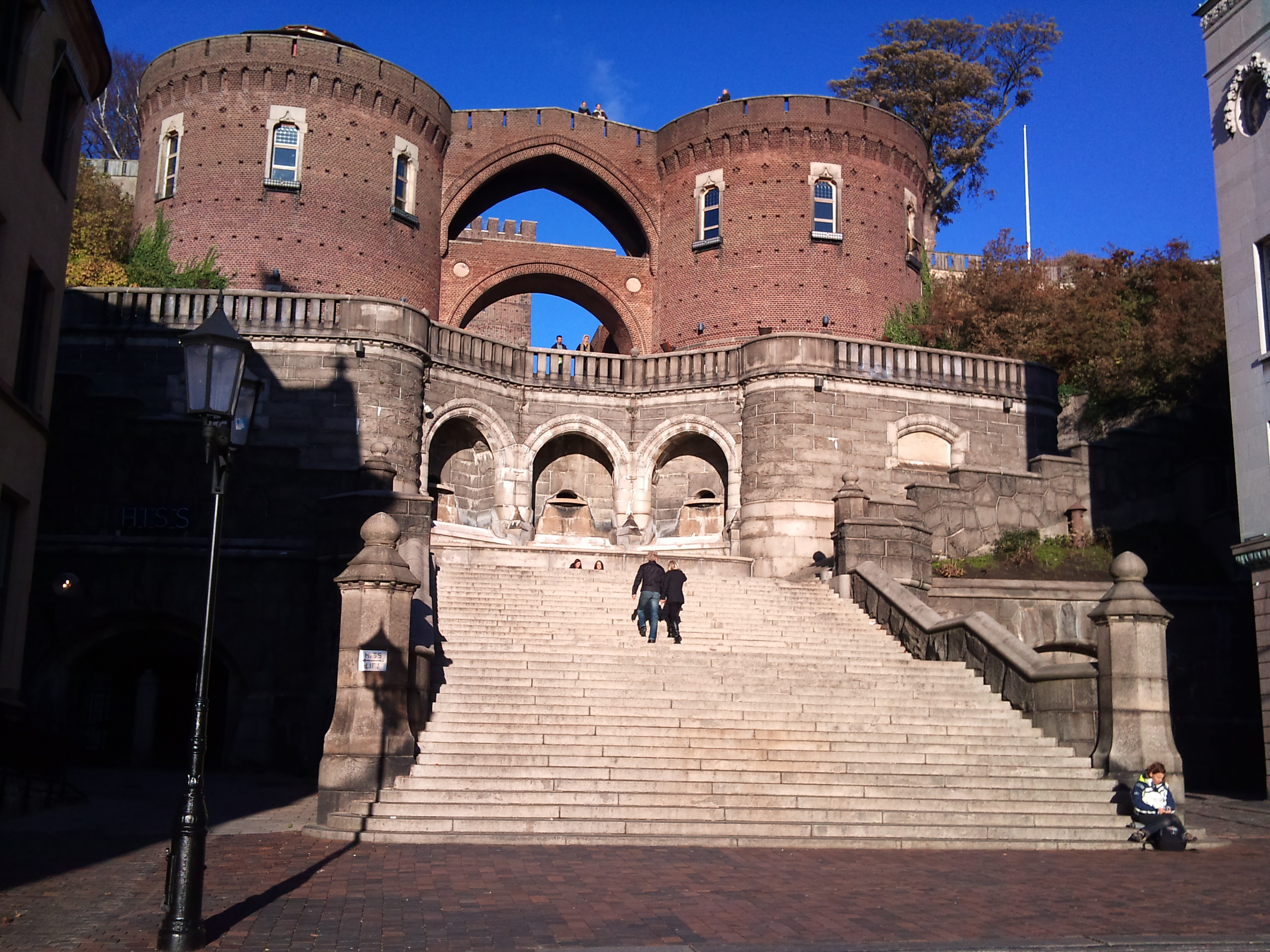
Terrasstrapporna i Helsingborg
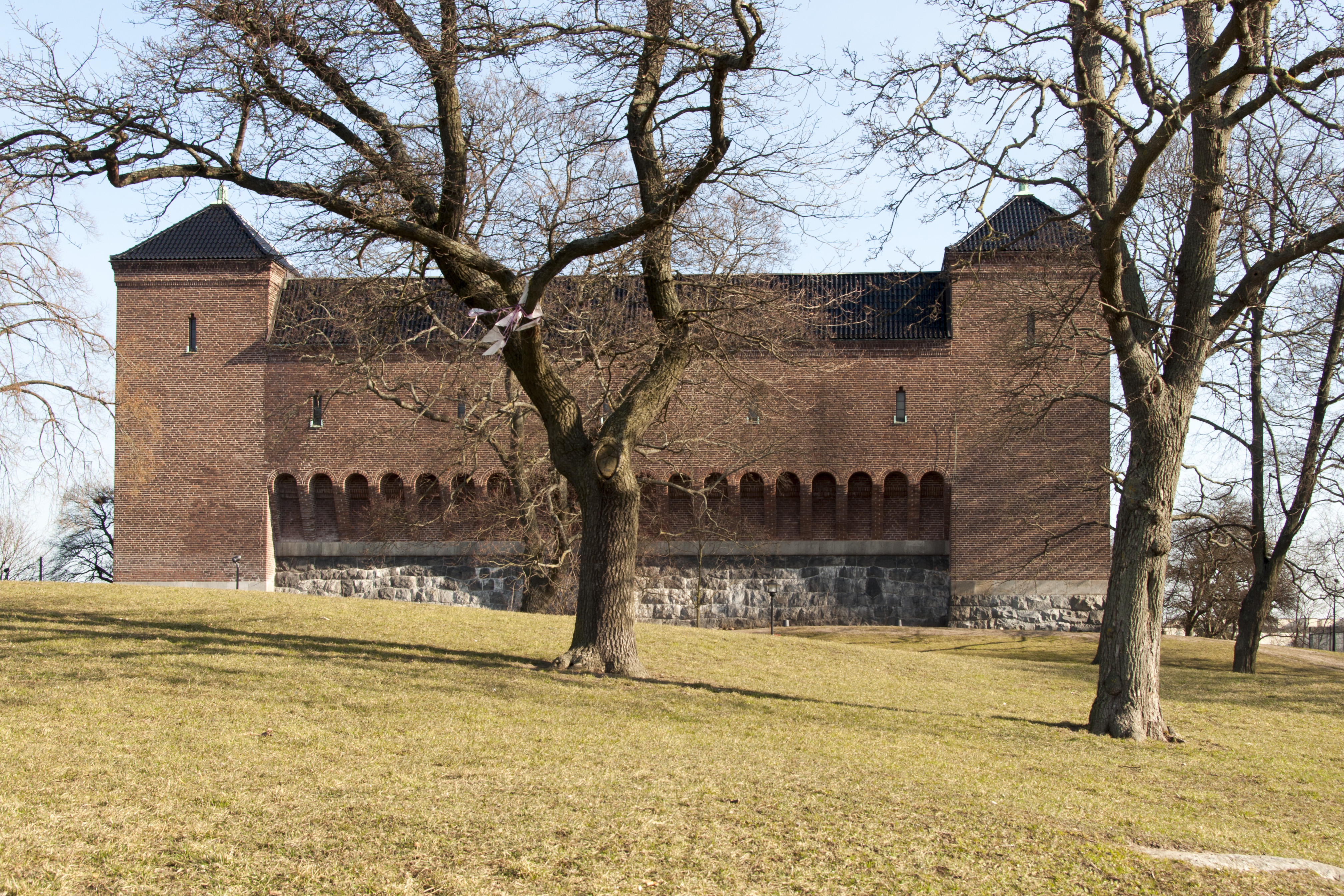
Vanadislundens vattenreservoar i Stockholm
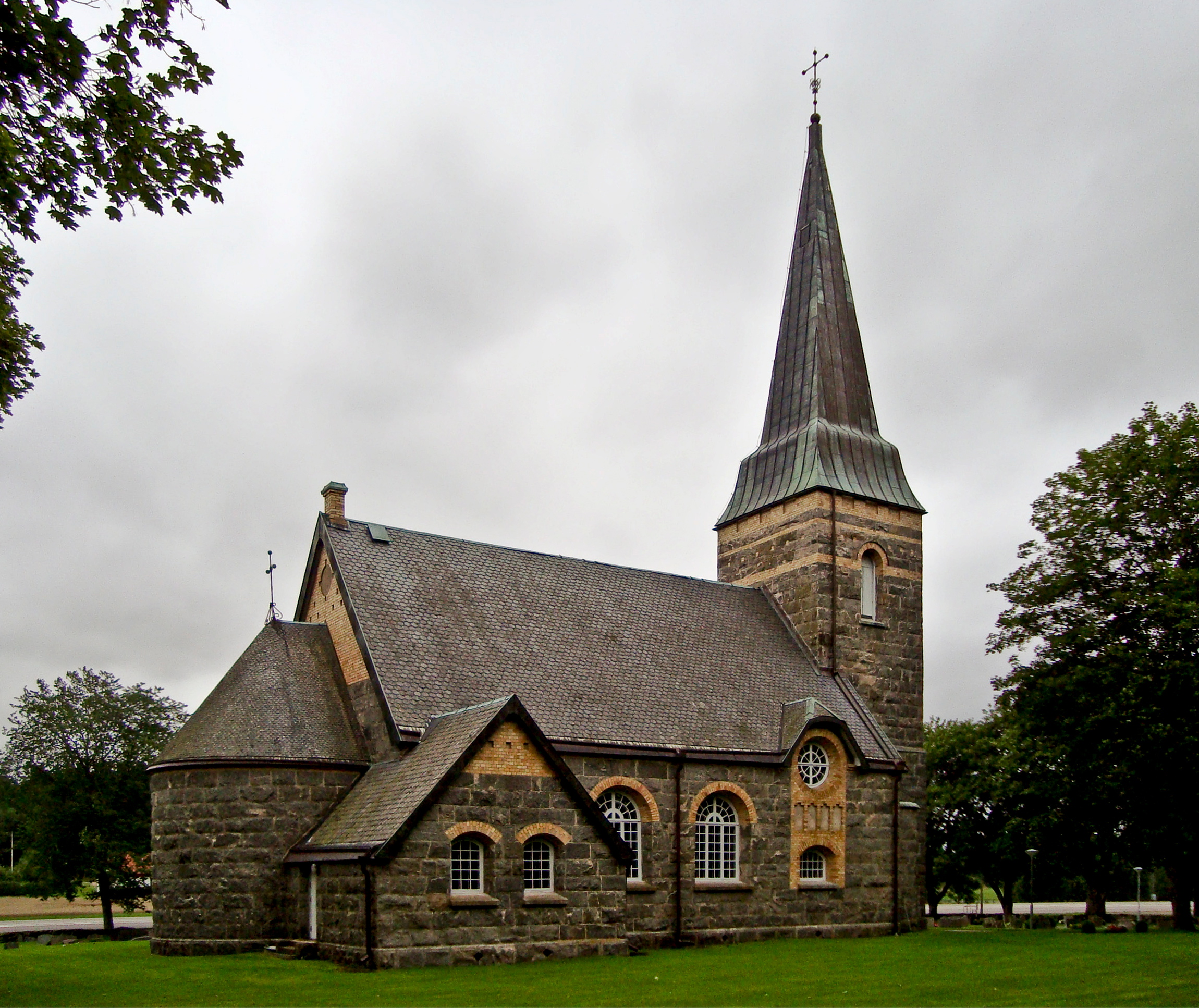
Södra Härene kyrka
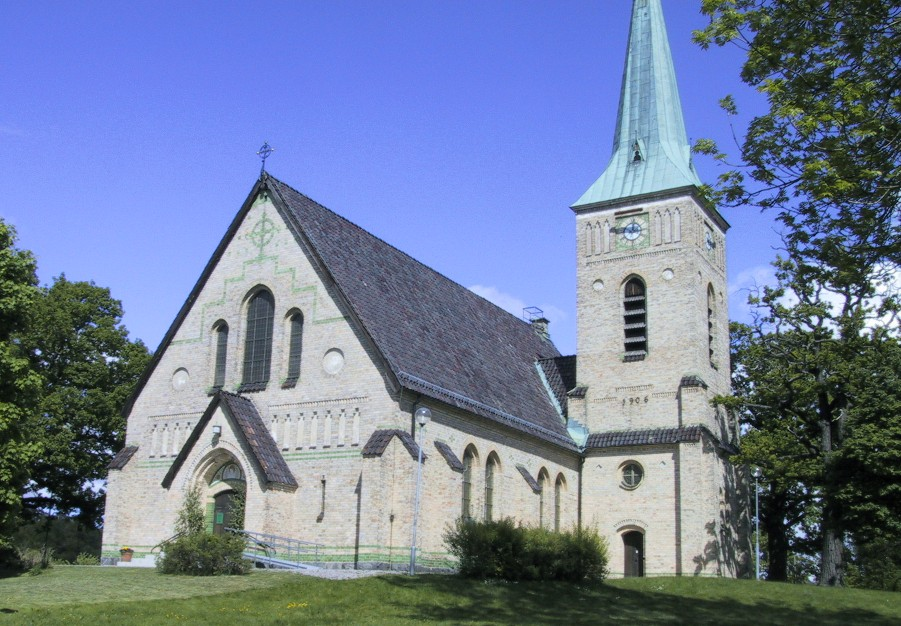
Gustavsbergs kyrka